# ایکوکو ایتو
ایکوکو ایتو (انگلیسی: Ikuko Itoh؛ زادهٔ ۲۵ اوت ۱۹۶۱) کارگردان پویانمایی، پویانما، و تصویرگر اهل ژاپن است.